# Beaufort (Haute-Garonne)
Beaufort település Franciaországban, Haute-Garonne megyében. Lakosainak száma 479 fő (2022. január 1.). Beaufort Sainte-Foy-de-Peyrolières, Montgras, Rieumes és Sabonnères községekkel határos.

## Népesség
A település népességének változása:
| Lakosok száma | 125  | 140  | 247  | 348  | 345  | 419  | 462  | 467  | 472  | 479  |
|               | 1968 | 1982 | 1999 | 2006 | 2011 | 2015 | 2017 | 2018 | 2020 | 2022 |